# Шпилясті кобзарі

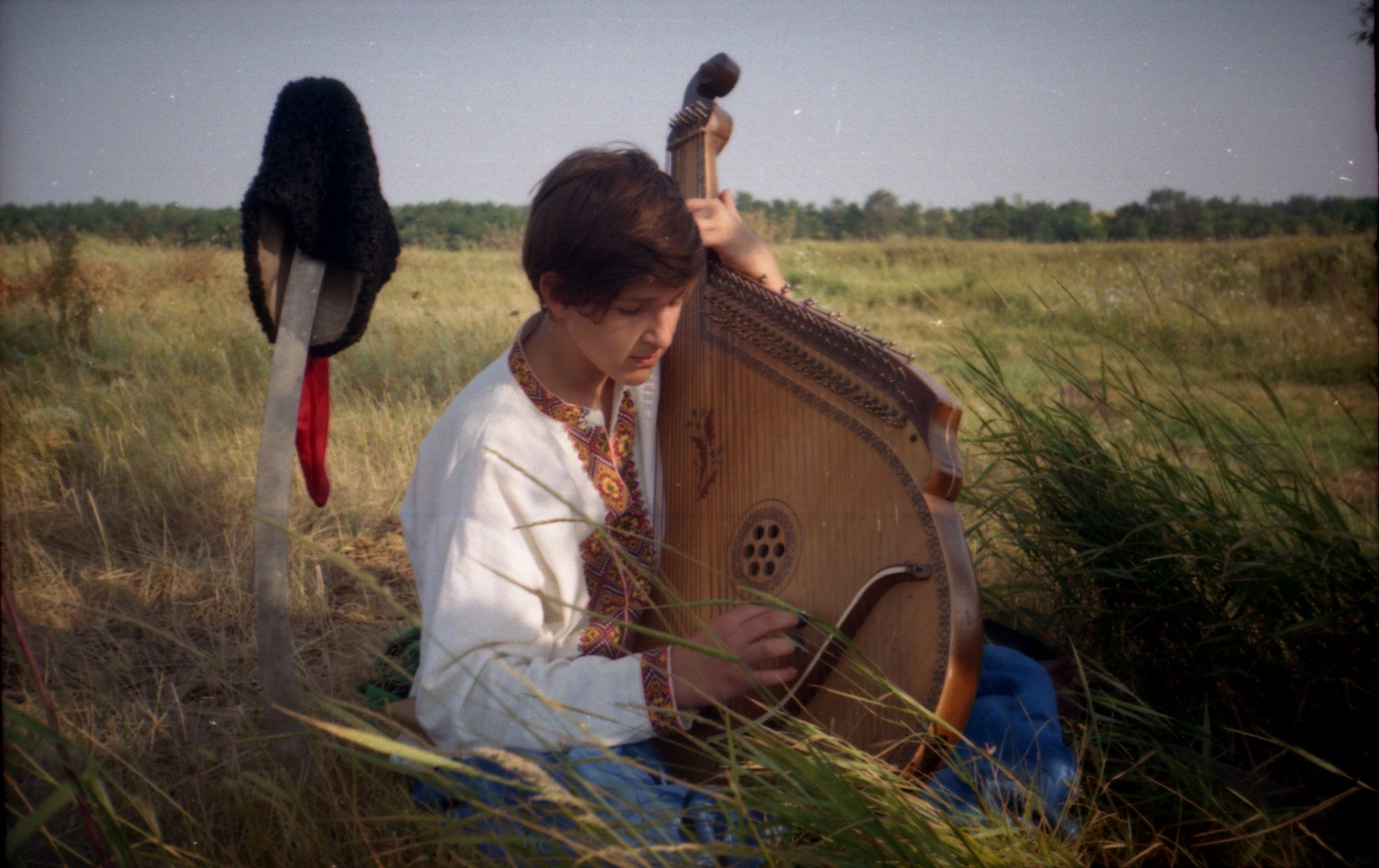
Учасник колективу Данило Носко

Шпилясті кобзарі (укр. Shpyliasti kobzari) — український музичний гурт, до складу якого входять шість бандуристів. Заснований восени 2010 року. Усі учасники гурту є випускниками Стрітівської школи кобзарського мистецтва. Засновник і лідер гурту — Ярослав Джусь, випускник Київського національного педагогічного університету ім. М. П. Драгоманова, член Національної спілки кобзарів України.
Гурт виконує кавер-версії світових хітів та українських народних пісень, використовуючи український народний інструмент — бандуру. У 2011 році колектив увійшов до 50-ки найталановитіших за версією шоу «Україна має талант-3». Після цього виступу гурт взяв участь в аналогічному проекті «Хвилина слави» (Минута славы, Росія), де пройшли до суперфіналу. Протягом наступних років гурт виступав на сценах багатьох міст України, а також у Канаді, Німеччині, Росії, Узбекистані. У 2013—2015 — учасник проектів «Мистецький арсенал», фестивалів «Трипільське коло», «Ше.Fest», «КобзАрт», «ГогольFest», «Корейська хвиля», мотофестивалю «Тарасова гора», Мегамаршу вишиванок, АРТ-пікніка Слави Фролової тощо. У 2014 році гурт неодноразово виступав перед учасниками Євромайдану, а згодом — давали благодійні концерти для вояків АТО та населення постраждалих від окупації міст Донецької області.
За свідченням лідера гурту,

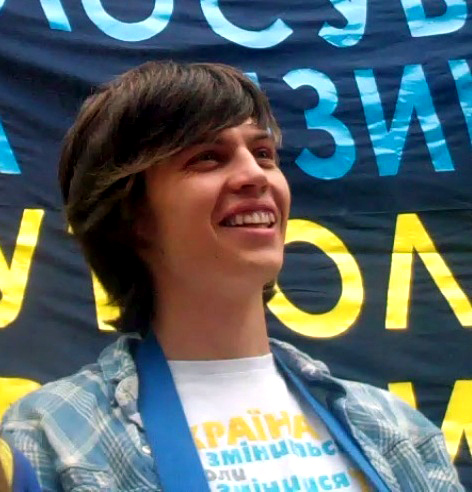
Ярослав Джусь

| "«Шпилясті кобзарі» постали, аби продемонструвати всій країні можливості унікального українського інструмента, здивувати новими обличчями, свіжим поглядом на бандуру, зробити справжнє бандурне шоу! Окрім того, до концепції гурту я не просто так заклав ідею поєднання різних суб-культур. На меті було показати, що і панк, і репер можна грати на бандурі, і це круто й модно у будь-якому середовищі. Помножте все це на шістку завзятих хлопців, які представляють різні частини України, тим самим демонструючи нашу єдність[5] |
На думку учасників гурту, реконструйована в середині XX століття бандура має всі можливості для виконання на цьому інструменті сучасного репертуару, який на сьогодні ще не був використаний. Натомість подача «традиційного репертуару у несподіваному вигляді» мала на меті «здивувати країну новими обличчями, новим поглядом на цей інструмент, спробувати зробити справжнє бандурне шоу».
«Шпилясті кобзарі» випустили збірку інструментальних творів для бандури, до якої увійшли сучасні композиції, а також авторські твори Ярослава Джуся.
До святкування нового 2016 року «Шпилясті кобзарі» на підтримку безпритульних тварин заспівали українську версію популярної новорічної пісні «Jingle Bells». Оригінальний текст для пісні написала поетеса Оксана Боровець, аранжування здійснив композитор та музикант, ініціатор проекту Bandura Style Ярослав Джусь.
23 серпня 2021 взяли участь у фестивалі «Ти у мене єдина» в Сєвєродонецьку, підтримавши своїм виступом встановлення рекорду з наймасовішого виконання пісні Володимира Івасюка «Червона рута», коли цю пісню на центральній площі міста одночасно заспівали понад 5200 виконавців.
З початку повномасштабного вторгнення Росії один з учасників «Шпилястих кобзарів» Володимир Вікарчук пішов служити в ЗСУ — у роті логістики.